# Wyrok na Franciszka Kłosa
Wyrok na Franciszka Kłosa è un film per la televisione del 2000 diretto da Andrzej Wajda.